# جون ريان (رسام)
جون ريان (بالإنجليزية: John Ryan)‏ هو رسام أيرلندي، ولد في 1925، وتوفي في 1992.